# Джамал Боумен
Джамал Ентоні Боумен (1 квітня 1976 , Мангеттен, Нью-Йорк ) — американський політик і педагог, член Палати Представників США від 16-го конгресового округу міста Нью-Йорк з 2021 року. Район охоплює більшу частину північного Бронкса, а також південну половину округу Вестчестер, включаючи Маунт-Вернон, Нью-Рошелл та місто проживання самого Боумена — Йонкерс.
Боумен є засновником і колишнім директором Cornerstone Academy for Social Action, державної середньої школи в Істчестері, Бронкс. Він є членом відділення Демократичних соціалістів Америки в Нижній долині Гудзона. У 2020 році на праймеріз Демократичної партії він переміг Еліота Енгела, який 16 дворічних термінів поспіль представляв 16 конгресовий округ у Палаті Представників.

## Ранні роки і освіта
Боумен народився в Мангеттені, районі Нью-Йорка. Протягом робочого тижня він жив зі своєю бабусею в East River Houses у Східному Гарлемі, а у вихідні — з матір'ю та сестрами в Йорквіллі. Його бабуся померла, коли йому було вісім років. У віці 16 років він разом із родиною переїхав до Сейревіля, штат Нью-Джерсі. У старших класах він навчався у школі Sayreville War Memorial, де грав у футбольній команді.
Боумен недовго навчався в Potomac State Junior College, перш ніж отримати ступінь бакалавра мистецтв зі спортивного менеджменту в Університеті Нью-Гейвена в 1999 році. Він грав у студентській команді «Нью-Гейвен Чарджерс» в американський футбол. Пізніше Боумен отримав ступінь магістра мистецтв у галузі консультування в Коледжі Мерсі та ступінь PHD педагогічних наук у галузі лідерства в освіті в Коледжі Манхеттенвілл.

## Викладацька кар'єра
Отримавши ступінь бакалавра, Боумен вирішив не продовжувати кар'єру у спортивному менеджменті. За пропозицією друга сім'ї, який працював у Департаменті освіти Нью-Йорка, Боумен почав працювати викладачем. Його першою роботою була викладач кризового менеджменту в початковій школі Південного Бронкса. У 2009 році він заснував Cornerstone Academy for Social Action, державну середню школу в Бронксі.
Боумен став провідним критиком стандартизованого тестування. Його блог про роль стандартизованого тестування привернув національну увагу. Він писав про роль тестування (якщо воно є основним методом оціювання судентів чи учнів) у збереженні нерівності, а також у зниженні ефективності освіти. До середини 2010-х чверть студентів Боумена відмовилися від стандартизованого тестування. Він також виступав за те, щоб діти отримували мистецьку, історичну та наукову освіту на додаток до основ грамотності та лічби. У шкільній політиці Боумена використовувалася модель відновного правосуддя для вирішення проблеми «від школи до в'язниці». Після десяти років роботи директором він залишив роботу, щоб зосередитися на своїй педедвиборчій кампанії в Конгрес.

## Палата представників США

### Вибори

#### 2020 рік
Justice Democrats (група у Демократичній партії США заснована Берні Сандерсом) залучили Боумена до балотування до Палати представників Сполучених Штатів у 16-му конгресовому окрузі Нью-Йорка, представленого Еліотом Енгелєм, який обіймав посаду 16 термінів. Енгель працював членом Палати з 1989 року та був головою Комітету Палати представників із закордонних справ із першої сесії 116-го Конгресу Сполучених Штатів. Боумена надихнула революційна кампанія Олександрії Окасіо-Кортес у 2018 році, і він описав свою платформу як «боротьбу з бідністю та расизмом» із підтримкою житлового будівництва, реформи кримінального правосуддя, освіти, «Medicare for All» і «Зеленого нового курсу». Жоден Республіканець не балотувався, а це означало, що будь-хто, хто вигравав праймеріз Демократичної партії, був фактично впевнений у перемозі в листопаді 2020. Зареєстровані Демократи в окрузі перевищували кількість зареєстрованих республіканців більш ніж у чотири рази, а це означало, що будь-який гіпотетичний претендент від Республіканців не мав би жодних шансів. Згідно індексу партійного голосування Кука D+24, це дев'ятий найдемократичніший округ (поміж 435) у всіх США.

### Робота членом Палати Представників

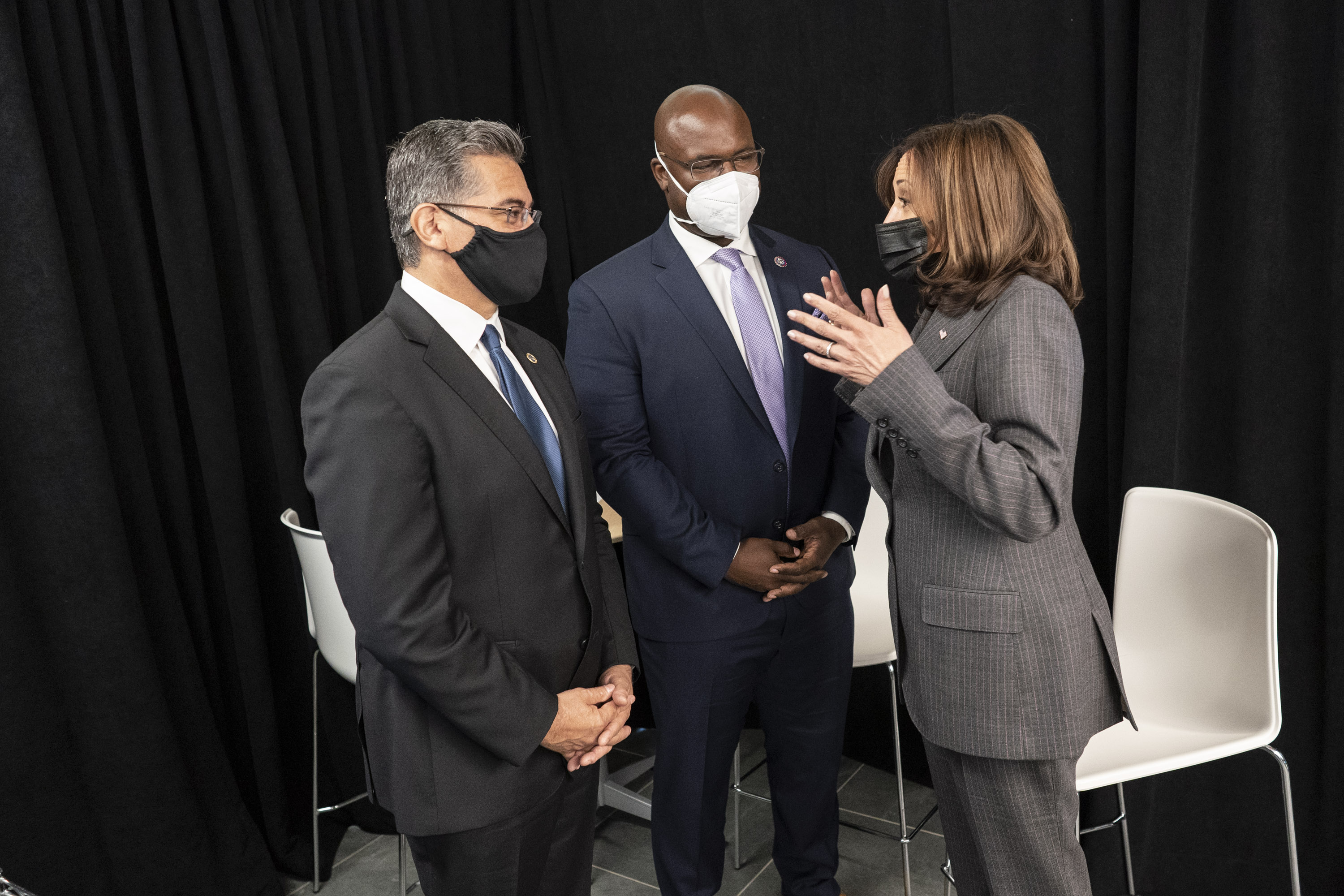
Боумен із віце-президентом Камалою Гарріс та секретарем Хав'єром Бесерра

Після депутатської присяги Боумен приєднався до The Squad, групи прогресивних членів Палати Представників від Демократів. Його сфотографували разом із чотирма початковими членами Squad та ще однією новою членкинею Палати Представників Корі Буш. Він є першим чоловіком у Squad.
У січні 2021 року, після штурму Капітолія, Боумен вніс до Конгресу законопроєкт про нагляд за неправомірною діяльністю поліції (Акт COUP), щоб створити комісію для розслідування того, як поліція Капітолія США впоралася зі штурмом Капітолія, і розглянути потенційні зв'язки деяких її членів з білим націоналізмом. Боумен сказав, що внесення законопроєкту є «критично важливим, зважаючи на різницю в тому, як поліція Капітолія відреагувала на повстання в середу, порівняно з тим, як вона відреагувала на протестуючих Black Lives Matter цього літа»